# Frankliniella tuttlei
Frankliniella tuttlei är en insektsart som beskrevs av Sakimura och O'neill 1979. Frankliniella tuttlei ingår i släktet Frankliniella och familjen smaltripsar. Inga underarter finns listade i Catalogue of Life.